# Maurizio Lama

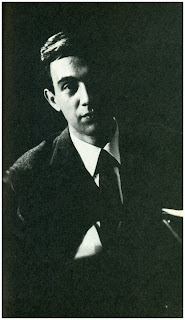
Maurizio Lama

Maurizio Lama (Rome, 18 september 1937 - Busalla, 18 maart 1968) was een Italiaanse jazzpianist, -organist en -arrangeur.
Lama werkte sinds het begin van de jaren 60 in de jazzscene van Turijn en Milaan, o.a. met Enrico Rava (1960),  Franco Mondini/Phil Woods (1960), Jacques Pelzer (1961), Gato Barbieri, Steve Lacy, Aldo Romano, Giorgio Azzolini, Gianni Sanjust, Franco Cerri, Franco Ambrosetti, Giorgio Buratti en Paolo Conte. Hij was ook als studiomuzikant actief. Lama overleed in 1968 na een verkeersongeluk op de autostrada dei fiori.
In 1970 verscheen postuum het album La Musica di Maurizio Lama. Er stonden composities van Lama en Cerri op, enkele jazzstandards, een filmthema (Cosa diresti se) en het vocale nummer Semplicissimo (met Bruno Lauzi). De nummers werden in 1967/68 opgenomen tijdens sessies van Tito Fontana voor het label Dire. Musici die meespeelden waren Enrico Rava, Giancarlo Barigozzi (tenorsaxofoon), Carlo Milano (contrabas), Aldo Romano en Giancarlo Pillot (drums, Ivo Meletti (gitaar), Alberto Corvini (trombone), Giorgio Azzolini, Marco Ratti (contrabas) en Lauzi (zang). In de jazz was Lama tussen 1960 en 1968 betrokken bij twaalf opnamesessies.